# Marianka
Marianka é um município da Eslováquia, situado no distrito de Malacky, na região de Bratislava. Tem 3,22 km² de área e sua população em 2019 foi estimada em 2196 habitantes.

## Demografia
| Ano:        | 1994 | 2004    | 2014    | 2024    |
| ----------- | ---- | ------- | ------- | ------- |
| Broj ljudi: | 927  | 1037    | 1714    | 2341    |
| Razlika:    |      | +11,86% | +65,28% | +36,58% |

| Ano:               | 2023 | 2024   |
| ------------------ | ---- | ------ |
| Número de pessoas: | 2332 | 2341   |
| Diferença:         |      | +0,38% |